# Diego López Garrido
Diego López Garrido (Madrid, 8 de setembre de 1947) és un polític i jurista espanyol.
Llicenciat en ciències econòmiques i empresarials per l'ICADE, Doctor en Dret i catedràtic de dret constitucional en la Universitat de Castella-la Manxa, i afiliat del PCE es va sumar en 1992 al corrent intern de IU Nova Esquerra juntament amb Cristina Almeida i Nicolás Sartorius. Aquesta tendència demanava una major entesa amb el PSOE i el govern de Felipe González, i va tenir una força d'entre un 10 i un 15%. Quan Nova Esquerra es va convertir en el Partit Democràtic de la Nova Esquerra, encara dintre de Izquierda Unida, va ser dirigent i (posteriorment secretari general). Va ser triat diputat per Madrid a les eleccions generals espanyoles de 1993. En 1994 va ser escollit "Diputat revelació" per l'associació de periodistes parlamentaris, i en 1995 "Diputat més treballador". A les eleccions generals espanyoles de 1996 fou novament elegit diputat per Madrid, però va ser sancionat en IU per trencar en diverses ocasions la disciplina de vot. El PDNI abandona en 1997 IU per a integrar-se poc després en el Partit Socialista Obrer Espanyol. Per això, entre 1997 i 2000, va romandre com a diputat del Grup Mixt del Congrés dels Diputats.
A les eleccions generals espanyoles de 2000 va ser escollit diputat del PSOE per Madrid i al juliol de 2001 va ser escollit membre de la Comissió Executiva Federal del Partit Socialista. Reelegit diputat a les eleccions generals espanyoles de 2004, va ser Portaveu del Grup Parlamentari Socialista al Congrés dels Diputats entre els anys 2006 (quan va substituir Alfredo Pérez Rubalcaba, qui passava a ésser ministre de l'Interior) i 2008, quan el va succeir José Antonio Alonso, passant López Garrido a ocupar el càrrec de secretari d'estat per a la Unió Europea.